# Guitelia
Guitelia is een kevergeslacht uit de familie van de boktorren (Cerambycidae). De wetenschappelijke naam van het geslacht werd voor het eerst geldig gepubliceerd in 1911 door Oberthür.

## Soorten
Guitelia omvat de volgende soorten:
- Guitelia itzingeri Tippmann, 1951
- Guitelia nigrescens Lepesme, 1952
- Guitelia royi Quentin & Villiers, 1972
- Guitelia teocchii Quentin & Villiers, 1972
- Guitelia vuilleti Oberthür, 1911